# Бромелиевые
Бромелиевые (устар. Ананасовые; лат. Bromeliaceae) — семейство однодольных цветковых растений, входящее в порядок Злакоцветные. Общее число видов — более трёх тысяч. В семействе распространён САМ-фотосинтез — более 57 % представителей семейства используют его в той или иной форме.

## Ботаническое описание
Многолетние, большей частью травянистые, реже кустарниковидные растения (Puya, Deuterocohnia). Корни базальные, реже стеблевые, могут быть полностью редуцированными. Стебли укороченные или довольно длинные (Tillandsia, Puya etc.) Листья в розетках или пучках, иногда стеблевые, обычно более или менее расширенные у основания влагалища или суженные в черешок, покрыты трихомами (чаще только с нижней стороны), у представителей подсемейств Pitcairnioideae и Bromelioideae почти всегда колючезубчатые, усажены по краю крепкими шипами, почти всегда в разной степени ксероморфные, нередко сукулентные. Цветонос может быть очень длинным, толстым или полностью отсутствовать, и тогда соцветие сидит в центре розетки листьев, окружённое брактеями. Цветки собраны в различные по типу соцветия (чаще метёлки, кисти и колосья), обычно небольшие, сидят в пазухах прицветников, которые обычно окрашены ярче, чем сами цветки; иногда цветки одиночные. Завязь верхняя, полунижняя или нижняя. До начала цветения розетка развивается несколько лет, само цветение может продолжаться несколько месяцев, после чего материнская розетка отмирает и заменяется отрастающими у её основания боковыми побегами. Плод септицидная коробочка (Pitcairnioideae, Tillandsioideae) или ягода, обычно сухая (Bromelioideae); у рода ананас образуются соплодия. Почти все бромелиевые поликарпические растения, и лишь несколько видов из рода Puya и Tillandsia, являются монокарпиками.
Формула цветка: {\displaystyle \ast K_{{3}\;or\;{(3)}}\;C_{{3}\;or\;{(3)}}\;A_{3+3}\;G_{({\underline {3}})\;or\;({\overline {3}})}}.
Наземные растения или эпифиты, встречающиеся во всех ландшафтах Неотропической зоны.

## Распространение
Все бромелиевые произрастают только на Американском континенте, где они встречаются среди орхидей на деревьях или на лесной подстилке; за исключением одного вида — Pitcairnia felicina (Западная Африка).

## Опыление
Бромелиевые — это одно из немногих семейств растений, в опылении которых наряду с насекомыми не менее важную роль играют позвоночные, главным образом колибри, а также летучие мыши.

## Значение
Ананас настоящий (Ananas comosus) — широко культивируемая в тропических странах товарная культура, имеющая важное экономическое значение. Многие другие представители этого семейства культивируются как декоративные растения ради красивых листьев или привлекательных соцветий, некоторые, например, вриезия блестящая или эхмея полосатая принадлежат к обеим группам.

## Роды
Подтвержденные роды (76) по данным Plants of the World Online на 2023 год:
- Acanthostachys Klotzsch — Акантостахис
- Aechmea Ruiz & Pav. — Эхмея
- Alcantarea (E.Morren ex Mez) Harms
- Ananas Mill. — Ананас
- Androlepis Brongn. ex Houllet
- Araeococcus Brongn.
- Bakerantha L.B.Sm.
- Barfussia Manzan. & W.Till
- Billbergia Thunb. — Бильбергия
- Brocchinia Schult.f.
- Bromelia L. — Бромелия
- Canistropsis (Mez) Leme
- Canistrum E.Morren
- Catopsis Griseb.
- Cipuropsis Ule
- Connellia N.E.Br.
- Cottendorfia Schult.f.
- Cryptanthus Otto & A.Dietr.
- Deinacanthon Mez
- Deuterocohnia Mez — Девтерокония
- Disteganthus Lem.
- Dyckia Schult.f. — Диккия, или Дикия
- Edmundoa Leme
- Eduandrea Leme, W.Till, G.K.Br., J.R.Grant & Govaerts
- Encholirium Mart. ex Schult.f.
- Fascicularia Mez
- Fernseea Baker
- Forzzaea Leme, S.Heller & Zizka
- Fosterella L.B.Sm.
- Glomeropitcairnia Mez
- Goudaea W.Till & Barfuss
- Gregbrownia W.Till & Barfuss
- Greigia Regel
- Guzmania Ruiz & Pav. — Гусмания, или Гузмания
- Hechtia Klotzsch
- Hohenbergia Schult.f.
- Hohenbergiopsis L.B.Sm. & Read
- Hoplocryptanthus (Mez) Leme, S.Heller & Zizka
- Hylaeaicum (Ule ex Mez) Leme, Forzza, Zizka & Aguirre-Santoro
- Jagrantia Barfuss & W.Till
- Karawata J.R.Maciel & G.M.Sousa
- Krenakanthus (Leme, S.Heller & Zizka) Leme, Zizka & Paule
- Lapanthus Louzada & Versieux
- Lemeltonia Barfuss & W.Till
- Lindmania Mez — Линдмания
- Lutheria Barfuss & W.Till
- Lymania Read
- Navia Schult.f. — Навия
- Neoglaziovia Mez
- Neoregelia L.B.Sm. — Неорегелия
- Nidularium Lem.
- Ochagavia Phil.
- Orthocryptanthus (Leme, S.Heller & Zizka) Leme, Zizka & Paule
- Orthophytum Beer
- Pitcairnia L'Her.
- Portea K.Koch
- Pseudalcantarea (C.Presl) Pinzón & Barfuss
- Pseudaraeococcus (Mez) R.A.Pontes & Versieux
- Puya Molina — Пуйя
- Quesnelia Gaudich.
- Racinaea M.A.Spencer & L.B.Sm.
- Rokautskyia Leme, S.Heller & Zizka
- Ronnbergia E.Morren & Andre
- Sequencia Givnish
- Sincoraea Ule
- Siqueiranthus Leme, Zizka, E.H.Souza & Paule
- Steyerbromelia L.B.Sm
- Stigmatodon Leme, G.K.Br. & Barfuss
- Tillandsia L. — Тилландсия
- Vriesia Lindl. — Фризея, или Вриезия
- Wallisia (Regel) É.Morren
- Waltillia Leme, Barfuss & Halbritt.
- Werauhia J.R.Grant
- Wittmackia Mez
- Wittrockia Lindm.
- Zizkaea W.Till & Barfuss

Фотографии отдельных видов:

Tillandsia usneoides
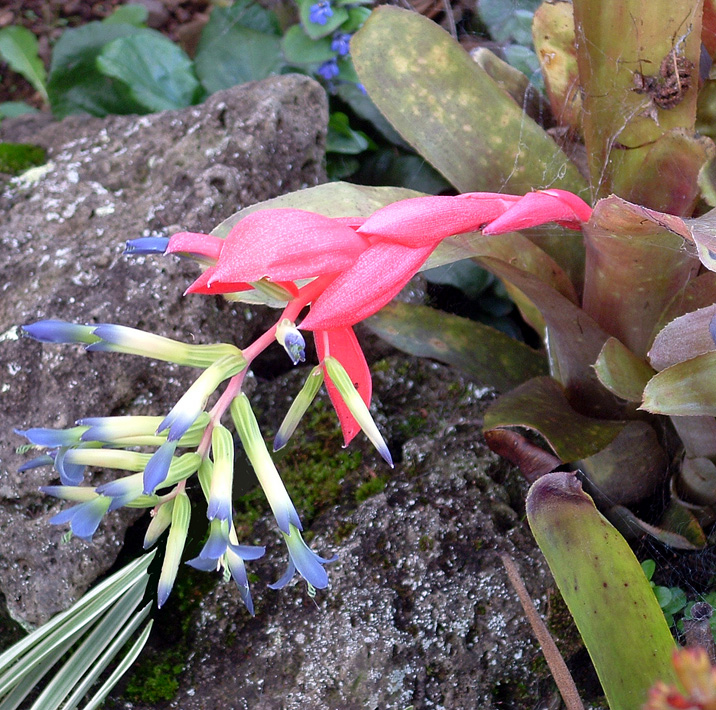
Соцветие Billbergia sp.
Puya alpestris